# Cubaris murina
Cubaris murina é uma espécie de tatuzinho da família Armadillidae. É encontrada na América do Norte, África, América do Sul, Australásia, México, Ásia tropical e Oceano Pacífico. O período de incubação de Cubaris murina é de 17 dias.